# Frau Pfarrer & Herr Priester
Frau Pfarrer & Herr Priester ist ein deutscher Fernsehfilm von Sebastian Sorger aus dem Jahr 2016 mit Birge Schade und Martin Gruber in den Hauptrollen. Der Film hatte am 18. März 2016 in Deutschland seine Premiere auf Das Erste.

## Handlung
Die alleinstehende Pfarrerin Rieke Schmidt ist eine bodenständige Frau und kämpft mit aller Macht gegen die Schließung eines Jugendhauses in München-Bogenhausen. Nachdem dort bereits der Strom abgestellt wurde, konfrontiert sie ihren katholischen Amtskollegen, Toni Seidl, mit ihren Vorstellungen von Jugendarbeit, die sich von der seinigen zwar gravierend unterscheiden, er aber eigentlich das Haus auch mit seinen Ministranten nutzt. Die eigentlichen Gegner sind die Mitglieder des Kirchenrates der Katholischen Gemeinde, denen das Haus zu viel Kosten verursacht und die nur zu gern die angedachte gemeinschaftliche Nutzung des Gebäudes im ökumenischen Sinne wieder aufgeben wollen.
Rieke Schmidt hat aber nicht nur Sorgen mit dem Jugendzentrum, denn sie ist für ihre Gemeindeglieder auch der Anlaufpunkt jeglicher privater Sorgen. So muss sie sich um die Unterbringung eines obdachlos gewordenen Nachbarn kümmern und um die plötzliche Leukämiediagnose von Jessy, der Freundin ihrer Tochter und ihr Patenkind. Dabei geben Rieke die regelmäßigen Besuche beim Pater, die sie wegen des Jugendhauses macht, auch persönlich Kraft. Mit seiner Hilfe organisiert sie die Voraussetzungen und nötigen finanziellen Mittel für eine spezielle Krebsbehandlung, die von der Krankenkasse nicht bezahlt wird.

## Rezeption

### Einschaltquote
Bei der Erstausstrahlung von Frau Pfarrer & Herr Priester am 18. März 2016 im Ersten wurde der Film in Deutschland von insgesamt 3,6 Millionen Zuschauern gesehen und erreichte einen Marktanteil von 11,5 Prozent.

### Kritik
Die WAZ-Mediengruppe schreibt vom „Potenzial zum Serienstoff“. Tilmann P. Gangloff von tittelbach.tv meinte, der Film: „übertreibt die religiösen Feinheiten zwar nicht, aber das Autorenpaar nutzt die Konstellation zu der einen oder anderen Auseinandersetzung über unterschiedliche Auffassungen in religiösen Fragen.“ „Die Geschichte ist abwechslungsreich und wird nach dem fröhlichen Beginn immer dramatischer.“ „Die beiden Hauptfiguren sind interessant und glaubwürdig besetzt“ „Bloß die Umsetzung durch Serienregisseur Sebastian Sorger ist ein bisschen einfallslos.“
Die Kritiker der Fernsehzeitschrift TV Spielfilm vergaben die bestmögliche Wertung (Daumen nach oben) und befanden: „Glaubwürdig besetzt, originell umgesetzt“.